# Tupolev Tu-114
Tupolev Tu-114 (Tyполев Тy-114 Poccияm, v kódu NATO "Cleat") byl čtyřmotorový dopravní turbovrtulový letoun s dvojicí protiběžných vrtulí dlouhého doletu navržený v 50. letech konstrukční kanceláří Tupolev a v SSSR vyráběný od roku 1956. Jde o první a jediné turbovrtulové dopravní letadlo se šípovým křídlem. Až do příchodu proudových strojů byl Tu-114 svého času největším a nejrychlejším dopravním letadlem na světě a také s největším doletem (10 900 km).
Od roku 1960 Tu-114 drží oficiální titul nejrychlejšího vrtulového letadla.
Díky konstrukci se šípovým křídlem a své pohonné jednotce byl Tu-114 schopen dosáhnout cestovní rychlosti typickou pro moderní tryskové dopravní letouny (880 km/h, 550 mph). Ačkoli byl schopen pojmout 224 cestujících, ve službách Aeroflotu obyčejně poskytoval 170 míst na spaní a jídelnu.
Za čtrnáct let jeho civilního provozu byla zaznamenána vysoká úroveň bezpečnosti a spolehlivosti. Než byl nahrazen proudovými letouny Iljušin Il-62, přepravil Tu-114 přes šest milionů cestujících. Celkem byla na přelomu 50. a 60. let v továrně č. 18 v Kujbyševu postaveno 32 letadel.

## Vývoj
Na počátku Tu-114 byl požadavek na dopravní letoun s velkou kapacitou na velké vzdálenosti. Konstrukční kancelář Andreje Tupoleva vycházela z vojenského letounu Tupolev Tu-95. První let prototypu se uskutečnil 15. listopadu 1957. Poté se uskutečňovaly zkušební lety, při kterých se ukázalo, že se jedná o spolehlivý stroj s ekonomickým provozem.
První prototyp (CCCP-L5611) zůstal po zahájení sériové výroby ve výrobním středisku a sloužil na další zkoušky. Šlo o ověřování letových vlastností a výkonů za různých podmínek a také o zkoušky zlepšených verzí motorů, přístrojového vybavení a uspořádání prostorů pro cestující a náklad. Při jednom ze zkušebních letů došlo k požáru pohonné jednotky a ke zničení prototypu.
O důkladnosti zkoušek svědčí i fakt, že za 10 let přepravil Aeroflot stroji Tu-114 bez nehody tři miliony cestujících a nalétaly 130 milionů kilometrů. Sériová výroba Tu-114 začala až roku 1961, ovšem bylo vyrobeno poměrně málo kusů. Svoji úlohu v tom hrála jak poměrně velká hmotnost letounu s požadavkem (v té době) dlouhé letové dráhy, robustnost vyžadující zvláštní letištní vybavení, tak i zákulisní či politické boje v SSSR.
Je paradoxní, že letadlo Tu-114 bylo později nahrazeno letadlem Iljušin Il-62, které bylo mnohem náročnější na provoz.
Kvůli obavám ze zpoždění vývoje Tu-114, byly pro dopravu sovětských vládních činitelů vyrobeny dva kusy (Tupolev Tu-116), označované zpočátku i jako Tu-114D. Tyto letouny byly upraveny z bombardérů Tu-95 vestavbou přetlakové kabiny do původního, úzkého trupu.
Aeroflot Tu-114 zařadil na své linky s imatrikulační značkami CCCP-76459 až 76490.

## Rekordy
Dne 24. března 1960 Il-114 Rossija (sériové číslo 88402, registrace CCCP-76459) vytvořil na trati dlouhé 1000 kilometrů osm letových rekordů Mezinárodní letecké federace (FAI), včetně světového rychlostního rekordu 871,38 km/h. Šestičlenné posádce velel zkušební pilot Ivan M. Suchomlin. Letoun přitom nesl náklad o hmotnosti 25 tun. Dne 1. dubna 1960 Suchomlin vytvořil s Il-114 dalších pět rekordů, tentokrát na trati dlouhé 2000 kilometrů a s nákladem 25 tun. Dosáhl přitom rychlosti 877,21 km/h. Dosáhl tak rychlostního rekordu pro vrtulový letoun.

## Konstrukce

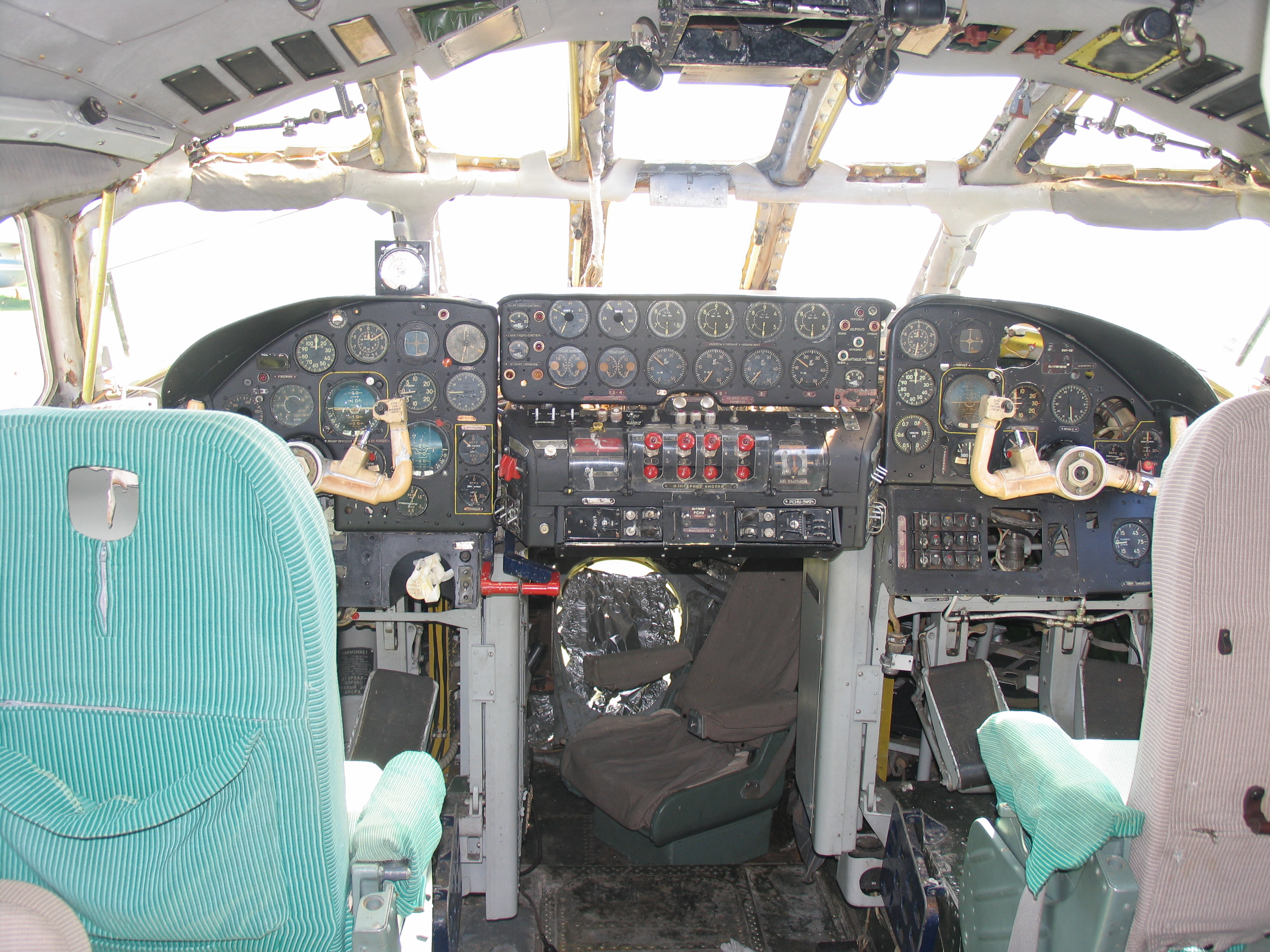
Kokpit letadla Tu-114

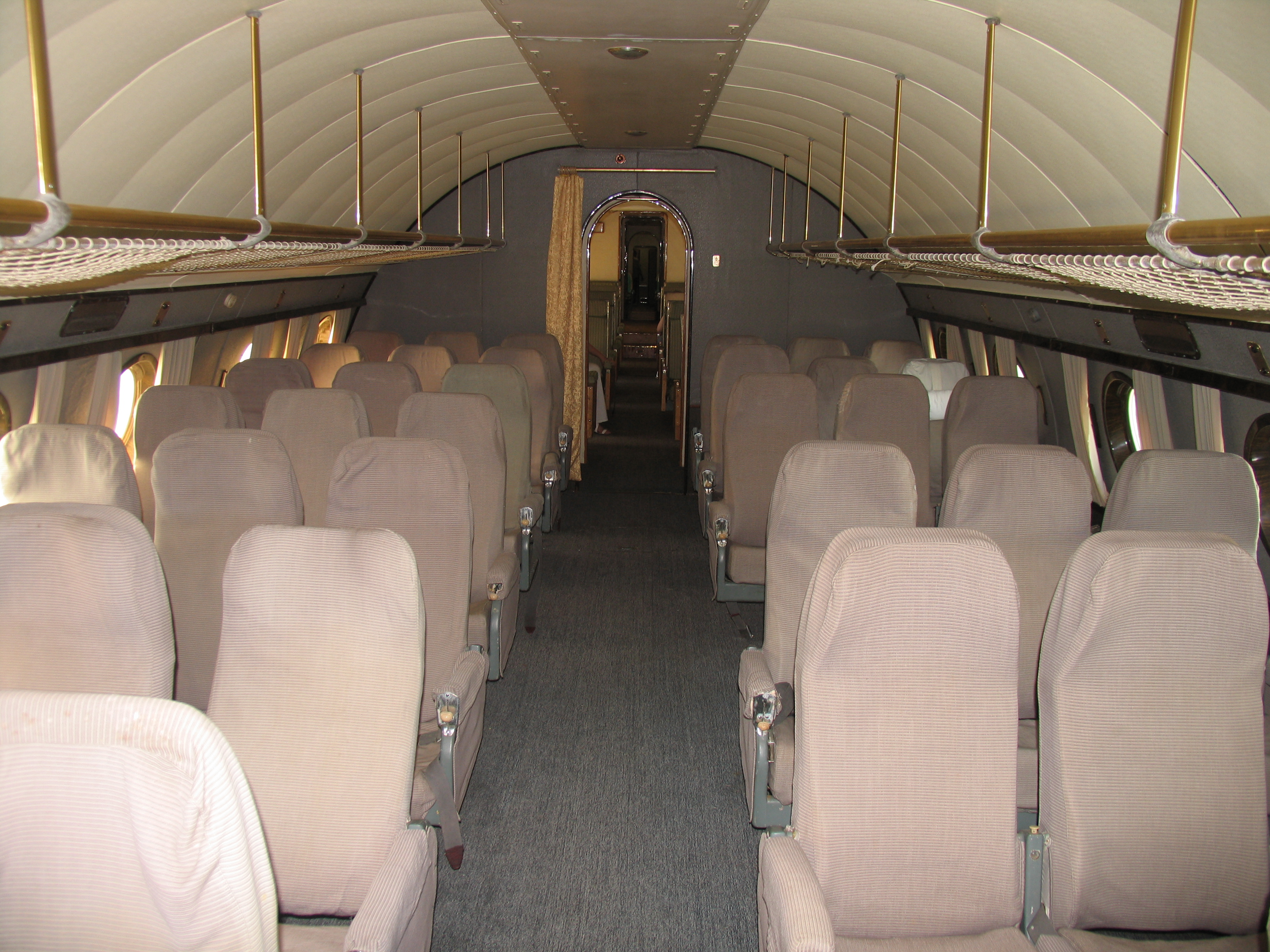
Kabina pro cestující v Tu-114

Tupolev Tu 114 Rossija byl čtyřmotorový turbovrtulový samonosný dolnokřídlý jednoplošník s jednoduchými ocasními plochami a předovní podvozkovou nohou.
Křídlo celokovové konstrukce se skládalo ze čtyř technologických částí. Vnitřní čtyřnosníková část, která se připojovala k trupu nesla gondoly motorů a hlavních podvozkových nohou. Odtokovou hranu těchto částí tvořily dvoudílné vztlakové Fowlerovy klapky značně vystupující z obrysu křídla. Klapky ovládal hydraulický systém. K vnitřním částem se připojovaly trojnosníkové vnější části, vybavené po celé délce odtokové hrany třídílným křidélky; vnitřní křidélka měla vyvažovací plošky. Příčnému řízení napomáhaly i spoilery na horní straně křídla před křidélky. Na horní straně bylo ještě křídlo vybaveno třemi aerodynamickými plůtky na každé polovině.
Trup celokovové, skořepinové konstrukce s kruhovým průřezem měl přetlakové kabiny posádky a cestujících. Posádka měla 10 nebo 15 členů v závislosti na určení. Obvyklou sestavu tvořili dva piloti, palubní inženýr, dva navigátoři, radista, tři letušky a dva kuchaři. Při maximálním využití horní paluby tam bylo místo pro 220 cestujících po osmi sedadlech v jedné řadě s uličkou uprostřed. Standardní počet sedadel byl 170. V tom případě byly hned za pilotní kabinou toalety, kabinka letušek a za ní přední kabina se 42 sedadly po šesti v jedné řadě. Dále byla na úrovni vrtulových disků vnitřních motorů umístěna šatna a následovala střední kabina pro 48 cestujících, jejíž sedadla byla sestavena do skupin po čtyřech, vždy po párech čelem k sobě se stolkem uprostřed. Zde se podávaly pokrmy připravené kuchaři ve spodním podlaží. Byly zde i schody vedoucí dolů, malé oddělení se třemi sedadly a 4 malé kabinky s pohovkami pro odpočinek. Zadní kabina byla vybavena 54 sedadly po 6 v jedné řadě. Za ní byly další toalety, umývárna a šatna. Celý objem trupu včetně kabiny byl 465 m³, navíc zde byl pod podlahou horní kabiny nákladní a zavazadlový prostor s velikostí 70 m³. I tento prostor byl přetlakový.
Vstupní dveře byly na levém boku, jedny za křídly a druhé vzadu za třetí kabinou. Na pravé straně trupu se za pilotní kabinou nacházely ještě dveře pro posádku a dvě vrata k nákladovému prostoru. Dálková verze Tu-114 pro 120 cestujících měla v přední kabině 76 sedadel a v zadní 40. Čtyři cestující byli v saloncích uprostřed. Na zvlášť dlouhých trasách se létalo s vybavením pro 60 cestujících. V roce 1964 byly zavedeny i stroje se 145 sedadly určené na magistrální trasy v SSSR. Jak bylo řečeno, všechny prostory byly přetlakové, takže tlak odpovídající výšce 2400 m se udržoval až do výše 10 000 m. Klimatizace udržovala teplotu v kabině na úrovni 18–24 °C. Při zvlášť dlouhých letech se ve středním salónkovém oddílu vyčlenil prostor pro střídání směn posádky.
Ocasní plochy byly šípovité, samonosné a celokovové konstrukce. Kormidla měla vyvažovací plošky a byla vybavena hydraulickými posilovači řízení. Úhel nastavení stabilizátoru byl měnitelný za letu. Odmrazování náběžných hran, jakož i v případě křídla bylo tepelné.
Přistávací zařízení tvořil podvozek předního typu. Hlavní podvozkové nohy byly zakotveny do vnitřních motorových gondol a nesly čtveřici kol o průměru 1,5 m. Kola byla vybavena účinnými brzdami a protiskluzovým zařízením. Přední kolo na vysoké noze bylo dvojité a ovladatelné. Podvozek se zatahoval směrem dozadu.
Pohonnou jednotku tvořily motory Kuzněcov NK-12 o výkonu 5 880 až 6 615 kW s revizí po 250 hodinách chodu. První sériová verze určená pro Tu-114 byla NK-12M o výkonu 8820 kW; další upravená verze zavedena počátkem šedesátých let byla NK-12MK. Stejně jako pozdější NK-12MK dával výkon 11 025 kW. Motory měly čtrnáctistupňový osový kompresor se stupněm stlačení 9:1 až 13:1. Turbína byla pětistupňová. Motory poháněly automaticky nastavitelné, protiběžné čtyřlisté vrtule AV-60N o průměru 5,60 m. Veškeré palivo bylo neseno v křídlových nádržích.

## Služba

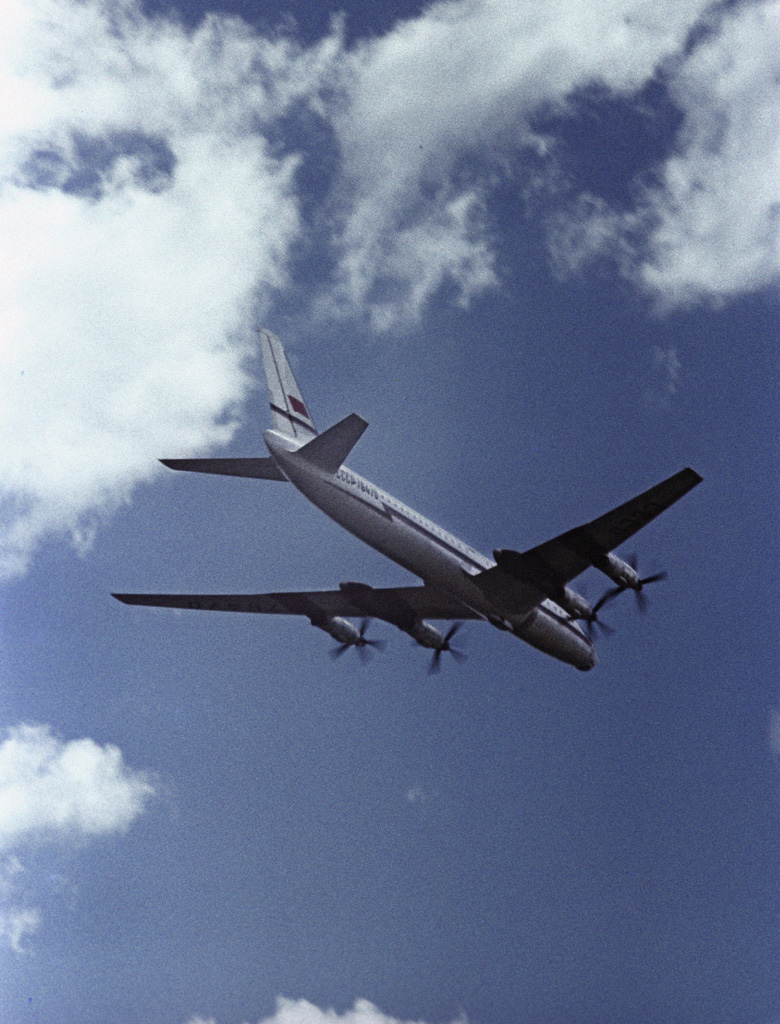
Tupolev Tu-114 na leteckém dni v Tušině u Moskvy, 9. července 1961

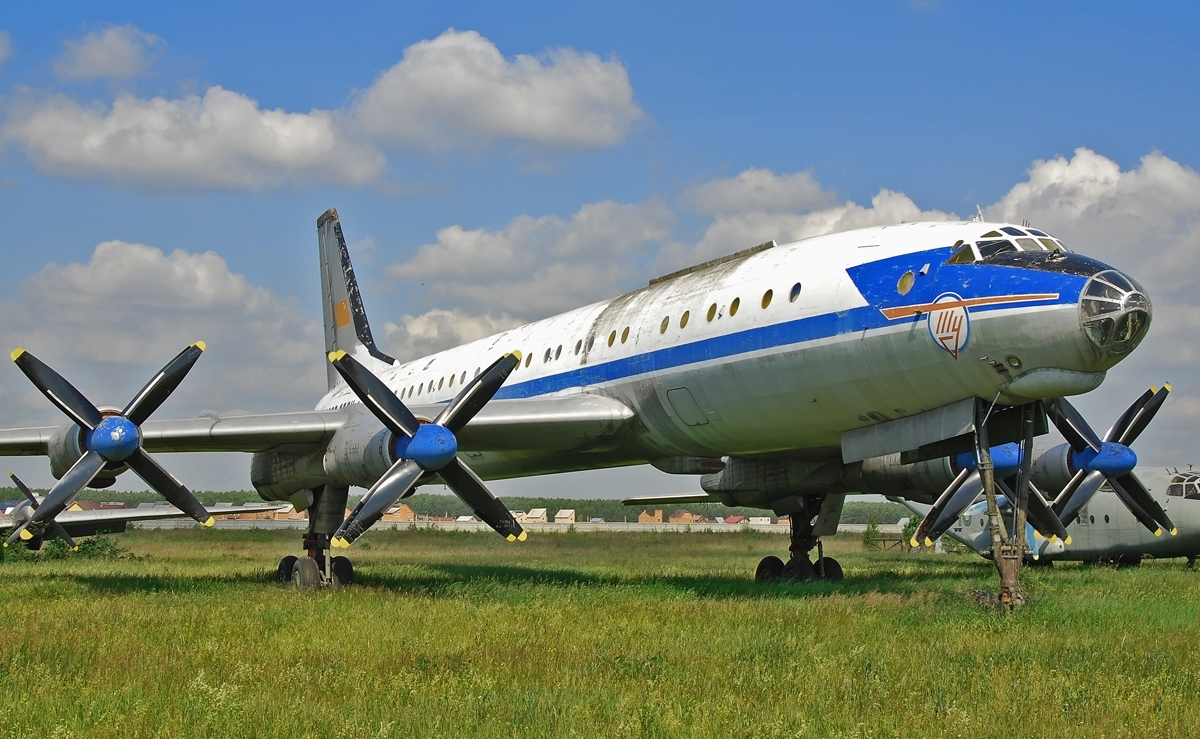
Tu-114 v Ústředním muzeu vojenského letectva

V létě 1962 začal Tu-114 poprvé létat do Havany přes Conakry. Trasa vedoucí přes Afriku se ukázala být nevhodná a navíc politické problémy se státech nad kterými tento let vedl, zapříčinily, že se plán cesty změnil. V lednu 1963 začala doprava s jednou technickou zastávkou v Murmansku, kde stroje doplňovaly palivo, pak pokračovaly v letu velkým obloukem přes Atlantik bez dalšího mezipřistání až k cíli.
Kanada a USA tehdy ještě způsobovaly problémy při povolování použití tamních letišť, a proto byla zvolena tato náročná trasa. Let trval průměrně 19 hodin a 40 minut. V roce 1968 se podařilo upravit tuto náročnou trasu tak, že Tu-114 přistávaly v Alžíru a po doplnění paliva pokračovaly v cestě do Havany. V roce 1963 začaly Tu-114 spojovat Moskvu přes Taškent s Dillí. Kanada se otevřela pravidelnému spojení typem Tu-114 v listopadu 1966, kdy se začalo létat do Montréalu bez mezipřistání. V dubnu 1967 přišla na řadu linka do Tokia, na které Aeroflot spolupracoval s japonskou leteckou společností Japan Airlines; Tu-114 nesly znaky Japan Air Lines do té doby, než mohly nastoupit na tuto trasu vlastními letadly.
Tu-114 se zapojily i do vnitrostátní dopravy na magistrálních tratích, například na trase Moskva-Taškent a Moskva - Alma-Ata. Od léta 1969 začaly s rekreační dopravou 220 cestujících mezi Moskvou a Suchumi. Další dálková trasa vedla z Moskvy do Novosibirsku.
Vedle strojů Tu-114 Rossija pro přímé lety do kubánské Havany bez možnosti užít vzdušný prostor USA používal od roku 1962 Aeroflot i několik speciálních verzí přestavěno Tu-114D (nezaměňovat s Tu-116) s trupem s menším průměrem, menším rozpětím křídel, kabinou pro několik desítek cestujících a doplněním přídavných nádrží na spodní palubu.
Tu-114D byl prakticky pouze upravený bombardér Tupolev Tu-95 s přetlakovým trupem po celé délce kabiny cestujících s demontovanou výzbrojí a s pumovnicí proměněnou na zavazadlový prostor. Tu-114D byly určeny na extrémně dlouhé tratě, konkrétně na kurýrní lety a speciální spoje. Jejich zásoba paliva se zvětšila, přičemž vzletová hmotnost nepřesahovala 121 920 kg. Při zkouškách prototypu letěl například Tu-114D bez mezipřistání z Moskvy do Irkutsku a zpět ve výši 12 000 m, průměrnou rychlostí 800 km/h. Urazil vzdálenost 8 500 km a při zpátečním letu se musel probíjet protivětrem o síle 200 km/h. Přesto zůstalo v nádržích po přistání v Moskvě palivo ještě na dalších 2 000 km .
Jistý čas létaly Tu-114D i na lince Moskva – Havana. Výkony Tu-114 byly pozoruhodné a svého času tvořily světovou špičku. Na přelomu 50. a 60. let symbolizovaly, spolu s prvními Sputnik, celkem vyspělý letecko-kosmický průmysl SSSR. Ale o deset let později už éra letadel Tu-114 ve službách Aeroflotu pomalu končila. Poslední linkou, na které mohli cestující letět tímto letadlem byla linka Moskva – Novosibirsk.
V roce 1975 byly letouny Tu-114 staženy z dopravy a byly prodány vojenskému letectvu. Tam sloužily k vývoji letadla včasné výstrahy (obdoba amerického "systému AWACS") Tupolev Tu-126. Sovětská armáda přebírala později pro dopravní účely i další letouny Tu-114, které Aeroflot vyřazoval z provozu. Docházelo i k dalším obměnám letounu pro dálkové lety s omezení přepravní kapacity ve prospěch paliva. Celkem bylo vyrobeno 32 kusů všech typů.
Na dálkových tratích nahradily Tu-114 letadla Iljušin Il-62 a později Il-62M .
Letadlo Tu-114 v roce 1959 dokonce dopravilo sovětského vůdce Nikitu Chruščova do Washingtonu.

## Nehody a incidenty
Během své služby měl Tu-114 jen jednu smrtelnou nehodu. 17. února 1966 se Tu-114 letu Aeroflot č. 65 pokusil vzlétnout z moskevského letiště Šeremetěvo v noci za zhoršujících se povětrnostních podmínek poté, co byl let několikrát zpožděn. Posádka nevěděla, že sníh nebyl řádně vyčištěn z celé šířky použité dráhy. Křídlo letadla zasáhlo v rychlosti velkou sněhovou hromadu a vrtule motorů číslo 3 a 4 narazily na přistávací dráhu, což mělo za následek, že se letadlo vychýlilo z kurzu a začalo hořet. Počáteční sovětské zdroje naznačovaly, že zemřelo 48 ze 70 osob na palubě, včetně pilota. Letadlo směřovalo do Brazzaville v Kongu s Afričany a sovětskou obchodní delegací na palubě. Pozdější zprávy uvádějí úmrtí na palubě 21 ze 48.
Další letoun byl odepsán v srpnu 1962 na letišti Vnukovo poškozením trupu po kolapsu příďového podvozku během údržby. Imatrikulace CCCP-76479 patřila jednomu z pouhých tří vyráběných modelů D s dlouhým doletem.

## Specifikace (Tu-114)

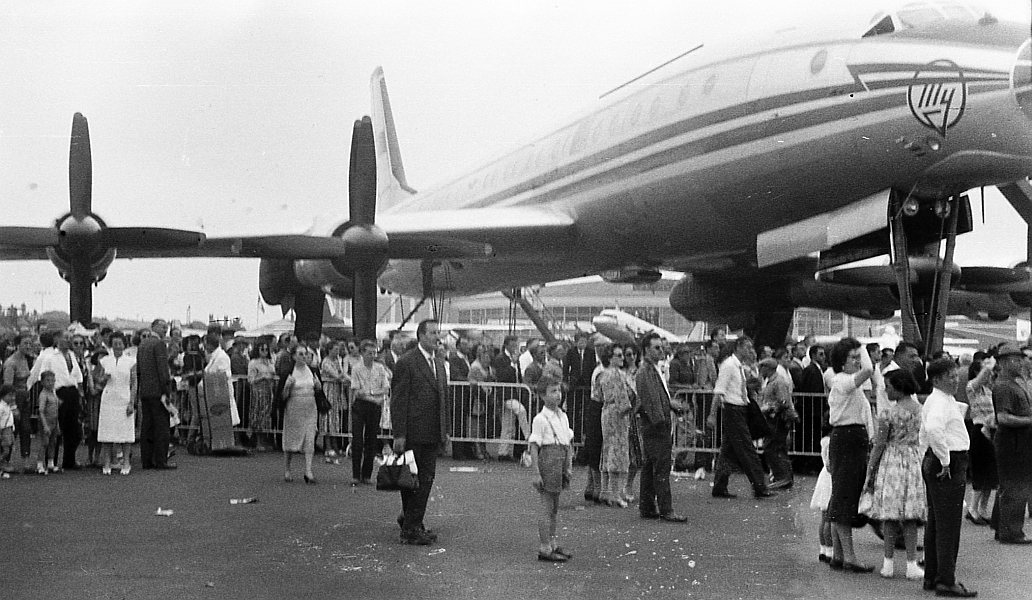
Tu-114 v Paříži roku 1961

### Technické údaje
- Posádka: 5
- Kapacita: 120-220 cestujících
- Užitečné zatížení:
  - Normální: 15 000 kg
  - Maximálně: 30 000 kg
- Délka: 54,10 m
- Rozpětí: 51,10 m
- Výška: 15,44 m
- Nosná plocha: 311,10 m²
- Hmotnost prázdného letounu: 91 000 - 93 000 kg
- Vzletová hmotnost: 131 000 kg
- Maximální vzletová hmotnost: 175 000 kg
- Pohonná jednotka: 4 × turbovrtulový motor Kuzněcov NK-12MV, každý o výkonu 11 033 kW (14 795 hp)

### Výkony
- Maximální rychlost: 870 km/h v 8 000 m
- Cestovní rychlost: 770 km/h v 9 000 m
- Dolet: 8 950 km (5 561 mi; 4,833 nmi) s max. paliva a 15 000 kg (33 000 lb) nákladu
- Dostup: 12 000 m
- Plošné zatížení: 532 kg/m²
- Poměr výkon / hmotnost: 168 W/kg
- Délka vzletu: 2 500 m
- Délka přistání: 1 400 m